# Wojsławice (gemeente)
De gemeente Wojsławice is een landgemeente in het Poolse woiwodschap Lublin, in powiat Chełmski.
De zetel van de gemeente is in Wojsławice.
Op 30 juni 2004 telde de gemeente 4399 inwoners.

## Oppervlakte gegevens
In 2002 bedroeg de totale oppervlakte van gemeente Wojsławice 110,18 km², waarvan:
- agrarisch gebied: 78%
- bossen: 16%

De gemeente beslaat 6,19% van de totale oppervlakte van de powiat.

## Demografie
Stand op 30 juni 2004:
| Omschrijving                   | Totaal | Totaal | Vrouwen | Vrouwen | Mannen | Mannen |
| ------------------------------ | ------ | ------ | ------- | ------- | ------ | ------ |
| eenheid                        | aantal | %      | aantal  | %       | aantal | %      |
| inwoners                       | 4399   | 100    | 2182    | 49,6    | 2217   | 50,4   |
| bevolkingsdichtheid (inw./km²) | 39,9   | 39,9   | 19,8    | 19,8    | 20,1   | 20,1   |

In 2002 bedroeg het gemiddelde inkomen per inwoner 1265,85 zł.

## Administratieve plaatsen (sołectwo)
Czarnołozy, Huta, Krasne, Kukawka, Majdan, Majdan Kukawiecki, Majdan Ostrowski, Nowy Majdan, Ostrów, Ostrów-Kolonia, Partyzancka Kolonia, Putnowice-Kolonia, Putnowice Wielkie, Rozięcin, Stadarnia, Stary Majdan, Trościanka, Turowiec, Witoldów, Wojsławice (5 sołectw), Wojsławice-Kolonia, Wólka Putnowicka.

## Overige plaatsen
Bronisławka, Budka, Cztery Słupy, Góra Blachowa, Góra Łosiów, Góra Pudełkowa, Kaluszki, Korytyna, Majdanek, Pohulanka, Popławy, Przecinek, Strona, Tartak, Zadebra.

## Aangrenzende gemeenten
Białopole, Grabowiec, Kraśniczyn, Leśniowice, Uchanie, Żmudź